# Корейская иена
Корейская иена (яп. 朝鮮円 Тё:сэн эн) — денежная единица Кореи в период японского колониального правления (1910—1945), заменившая корейскую вону. Была эквивалентна японской иене и 100 сенам. После получения Кореей независимости её сменили южнокорейская и северокорейская воны.

## История валюты
С 1902 по 1910 годы корейская иена выпускалась Первым национальным банком Японии и использовалась в Корее наравне с корейской воной. После аннексии Кореи Японией банкноты стал печатать Банк Кореи, переименованный в Тёсэн-банк. Банк выпускал банкноты в 1, 5, 10 и 100 иен, а также в 5, 10, 20 и 50 сен. В конце колониального периода была отпечатана также банкнота в 1000 иен.

## Банкноты
| Номинал | Аверс | Реверс |
| ------- | ----- | ------ |
| 50 сэн  |       |        |
| 1 иена  |       |        |
| 5 иен   |       |        |
| 10 иен  |       |        |
| 100 иен |       |        |

## Интересные факты

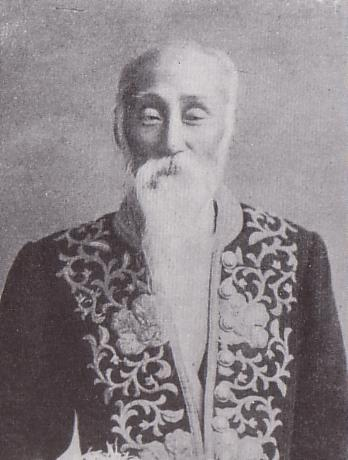
Ким Юнсик

Учёные до сих пор не могут прийти к консенсусу о личности старика, изображенного на банкнотах. Согласно наиболее распространённой гипотезе, это Ким Юнсик (кор. 김윤식), корейский министр эпохи Чосон.